# Університет імені Адама Міцкевича у Познані
Університе́т імені Ада́ма Міцке́вича у Познані (УАМ; пол. Uniwersytet im. Adama Mickiewicza w Poznaniu, UAM) — громадський університет у Познані (від 1955 року має ім'я класика польської літератури Адама Міцкевича).

## Загальні дані
Університет імені Адама Міцкевича є державним вищим навчальним закладом, розташованим у місті Познані за адресою: вул. Венявського, 1, м. Познань — 61-712, Польща.
В Університеті навчаються близько 50,4 тисяч студентів.

## З історії закладу
Перший університет у Познані утворився на підставі королівського привілею Жигмонта III Вази від 28 серпня 1611 року на базі Єзуїтського Колегіуму.
Власне Познанський університет був заснований 1919 року, спочатку як Wszechnica Piastowska, а вже згодом перейменуваний на Познанський університет.
У період ІІ Світової війни німецькі окупанти припинили діяльність університету, проте в 1940—44 рр. діяв підпільний Університет Західних Земель.
Роботу закладу було поновлено 1945 року після припинення воєнних дій у місті, а 24 грудня 1955 року Університет отримав патрона й дістав свою сучасну назву — Університет імені Адама Міцкевича.
1998 року в Університеті було утворено Теологічне відділення на базі давнішого окремого Папського відділення теології.

## Структура
До структурних підрозділів вишу належать 15 відділень (кафедр; станом на 2012 рік), Мовознавчий Колегіум, Перекладацька і мовознавча школа, бібліотека, власне наукове видавництво і архів, адміністрація, ботанічний сад тощо.
Відділення університету:
- англійської відділення;
- біологічне відділення;
- хімічне відділення;
- відділення польської і класичної філології;
- фізичне відділення;
- історичне відділення;
- відділення математики та інформатики;
- відділення географічних і геологічних наук;

- політологічне відділення;
- відділення суспільних наук;
- неофілологічне відділення;
- відділення права й управління;
- відділення освітніх наук;
- теологічне відділення;

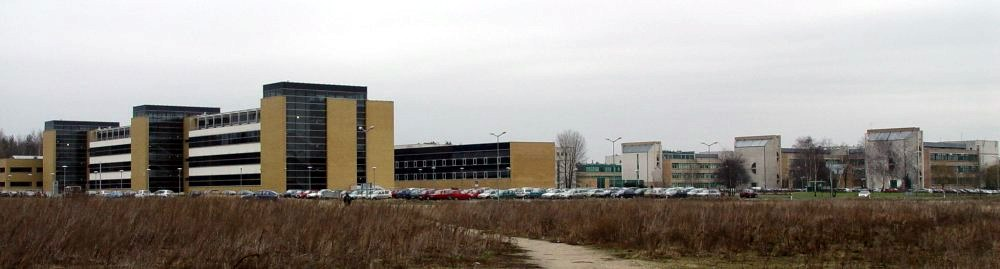
Колегіуми математичний і фізичний

- відділення педагогічно-художнє в Калішу.

Як менші організаційні одиниці в рамках УАМ діють Колегіум загального мовознавства та Європейський Колегіум у Гнєзно, Колегіум полоністики в Слубицях та Колегіум у Косьцяні. Університету належить Астрономічна обсерваторія університету імені Адама Міцкевича в Познані.

## Відомі випускники
- Кейван Марія Адріяна  — письменниця;
- Роман Ґертих — адвокат і політик;
- Ян Качмарек — композитор, лауреат премії «Оскар»;
- Єжи Клочовський — польський історик;
- Ян Кульчик — найбагатший поляк;
- Адам Міхнік — польський громадсько-політичний діяч, журналіст, дисидент;
- Ян Новак-Єзьоранський — польський громадський діяч, політолог, політик;
- Ганна Сухоцька — польський політик, прем'єр-міністр Польщі (1992—1993);
- Ян Щепанський — польський соціолог;
- Леонард Жицький  — польський письменник, журналіст і мандрівник;
- Юрій Липа (1900—1944) — український письменник, автор української геополітичної концепції.

## Галерея

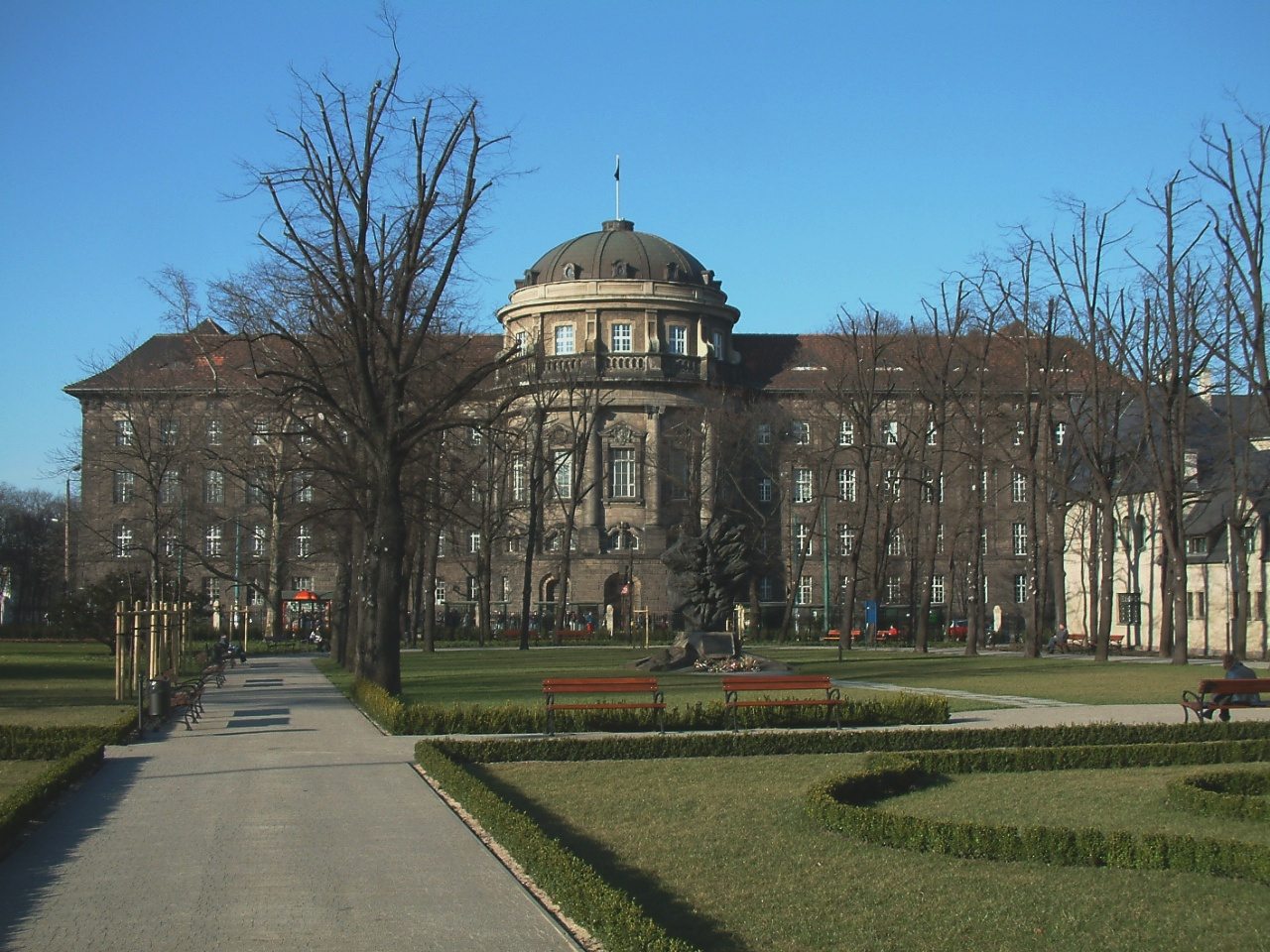
Collaegium Maius
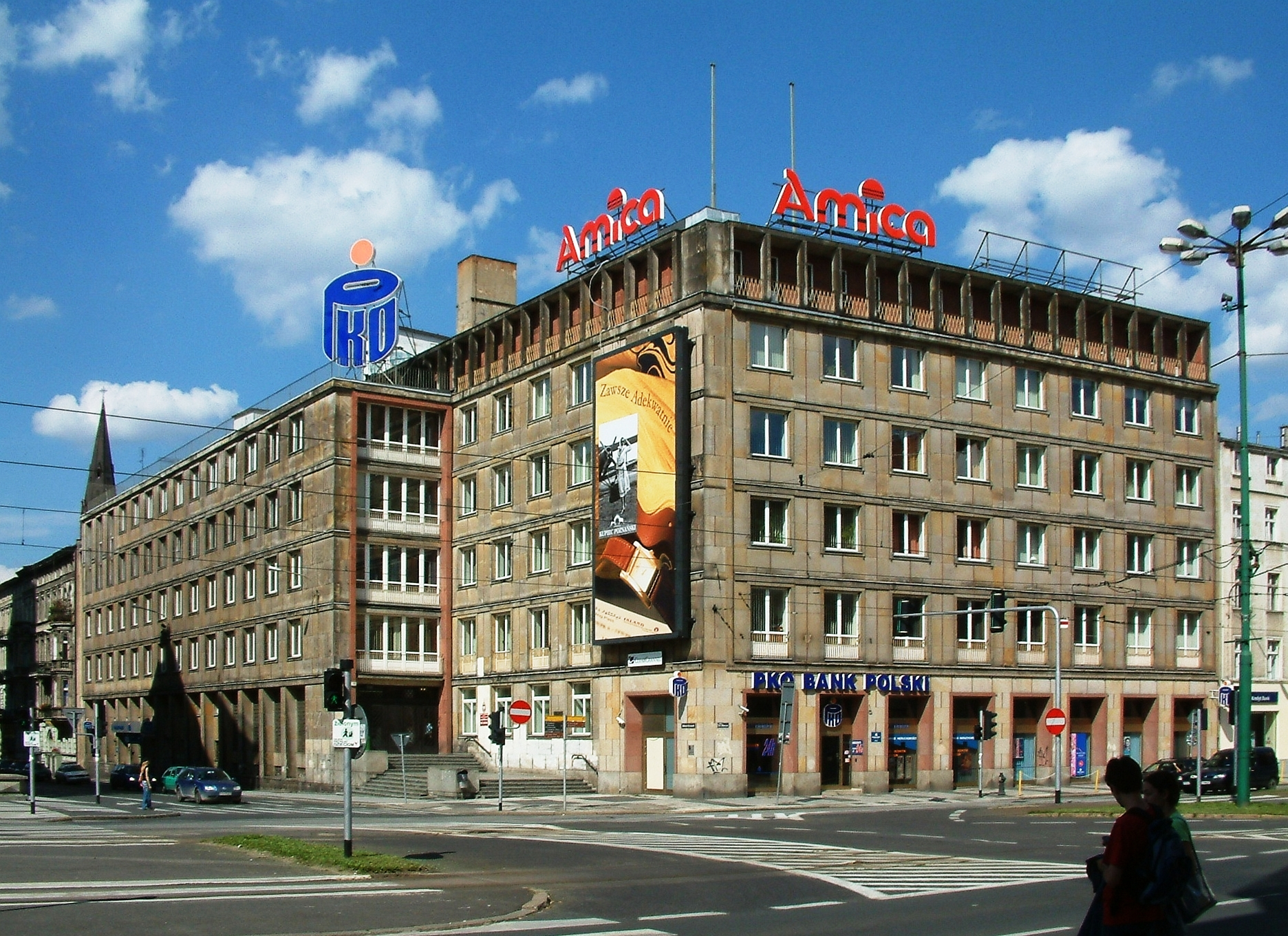
Історичний колегіум
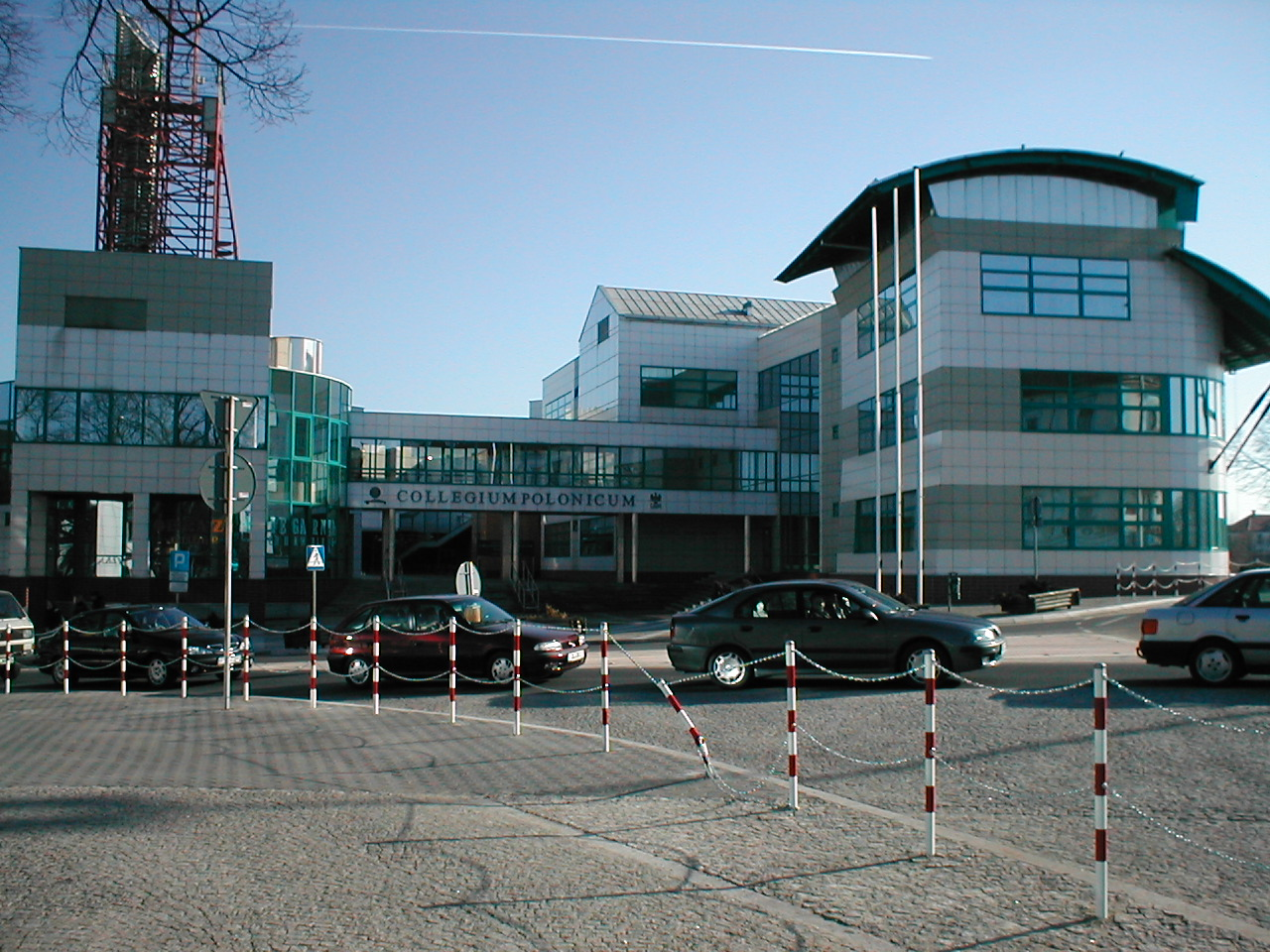
Колегіум полоністики в Слубицях
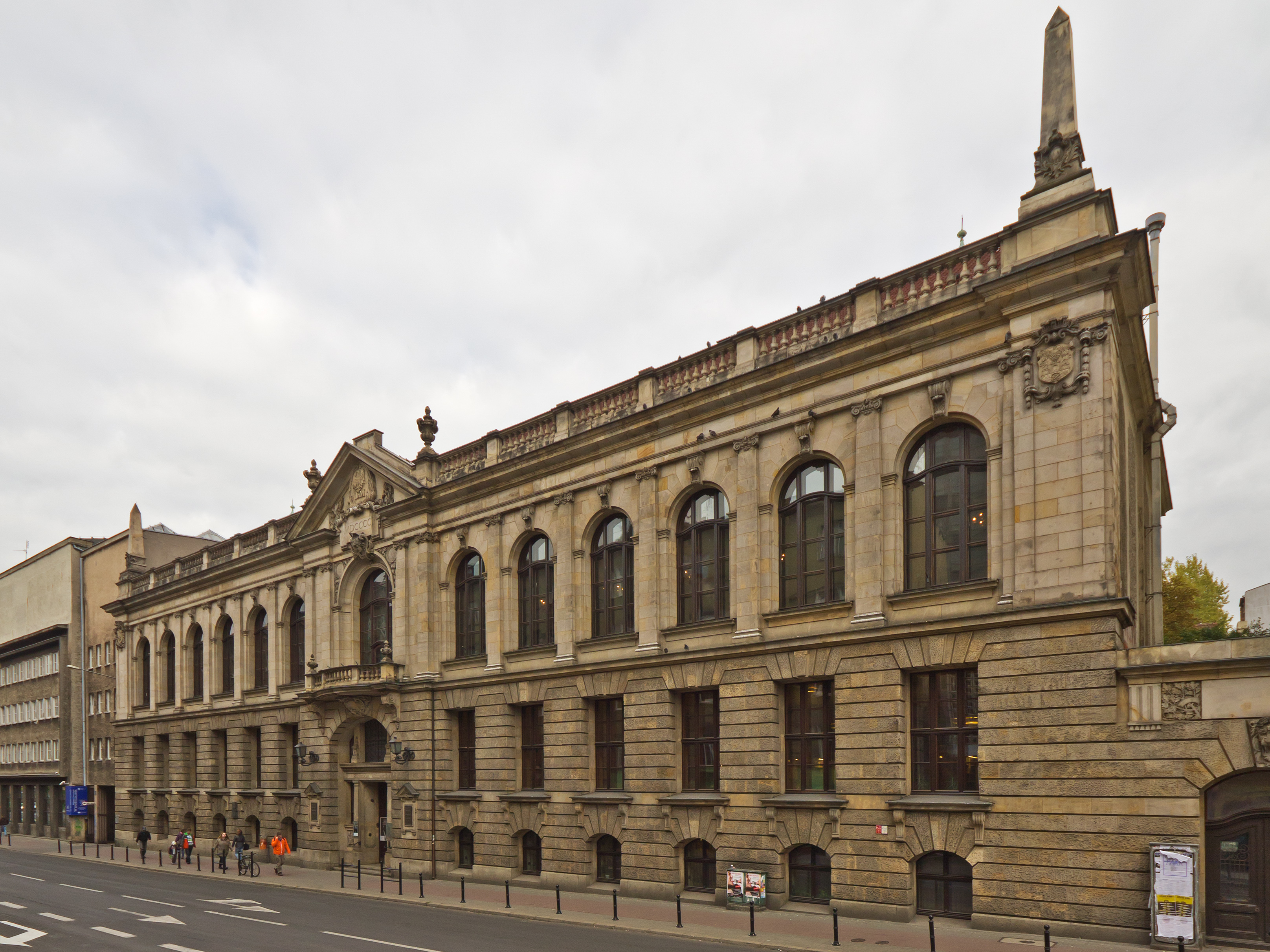
Університетська бібліотека

## Виноски
1. 1 2  Directory of Open Access Journals — 2003.
2. ↑  https://radon.nauka.gov.pl/dane/profil/9eec5244-9085-4de9-9ad9-a77b7ad693bc
3. ↑  інформація на сайті університету
4. ↑  https://bip.amu.edu.pl/stan-zatrudnienia-i-liczba-studiujcych-w-uam/stan-zatrudnienia-i-liczba-studiujacych-uam
5. ↑  https://eua.eu/about/member-directory.html
6. ↑  https://web.archive.org/web/20231020113811/https://orcid.org/members
7. ↑  https://web.archive.org/web/20221123144401/https://www.auf.org/les_membres/nos-membres/
8. ↑  https://web.archive.org/web/20231109092552/https://coara.eu/coalition/membership/